# Mikael Dyrestam
Mikael Bertil Dyrestam est un footballeur international guinéen, né le 10 décembre 1991 à Växjö. Il évolue au poste de défenseur central à Örgryte IS.

## Biographie
Né d'une mère guinéenne originaire de Mamou au Fouta-Djalon et d'un père suédois, Dyrestam passe une partie de son enfance à Conakry dans le quartier de Kipé dans la commune de Ratoma.
En janvier 2022, il est retenu par le sélectionneur Kaba Diawara afin de participer à la Coupe d'Afrique des nations 2021 organisée au Cameroun.